# Acianthus
Acianthus es un género con 21 especies de orquídeas de hábito terrestre de la subtribu Acianthinae, nativas de Australia y en Oceanía. 

## Descripción
Estas orquídeas tienen tubérculos subterráneos, globulares, y pequeños de los cuales sale el tallo floral.
Hay solamente una hoja con forma de corazón y frecuentemente con marcas púrpuras cerca de la base, extendida horizontalmente encima del suelo.
Producen un racimo floral terminal, elevándose cerca de la hoja. Las flores son pequeñas de 4 a 5 mm, camufladas con el entorno, presentan unas coloraciones rosadas o verdosas con una espuela larga. Son polinizadas principalmente por insectos, normalmente por pequeños mosquitos.

## Distribución y hábitat
Esta especie de hábito terrestre monopodial se distribuye por Australia, Nueva Zelanda, Islas Salomón, y principalmente en Nueva Caledonia en pequeños grupos en los bosque en zonas de descomposición vegetal, en zonas de troncos caídos, o en asociación con grandes helechos.

## Taxonomía
El género fue descrito por Robert Brown y publicado en Prodromus Florae Novae Hollandiae 321. 1810.
Etimología
Su nombre "Acianthus" deriva de la palabra griega achis (punto) y anthos (flor), refiriéndose a sus sépalos puntiagudos. En Australia se las llama comúnmente "Pixie-Caps" (gorra de duendes), "Gnat Orchid" (orquídea mosquito), o "Mosquito Orchid".

## Especies
| - Acianthus aegeridantennatus - Acianthus amplexicaulis - Acianthus atepalus - Acianthus bracteatus - Acianthus caudatus - Acianthus confusus - Acianthus corniculatus - Acianthus cymbalariifolius - Acianthus elegans - Acianthus exsertus | - Acianthus fornicatus - Acianthus grandiflorus - Acianthus halleanus - Acianthus heptadactylus - Acianthus ledwardii - Acianthus macroglossus - Acianthus oxyglossus - Acianthus sinclairii - Acianthus tenuilabris - Acianthus veillonis - Acianthus viridis |